# Црвена Њива
Црвена Њива (мкд. Црвена Нива) је насеље у Северној Македонији, у источном делу државе. Црвена Њива је у саставу општине Кочани.

## Географија
Црвена Њива је смештена у источном делу Северне Македоније. Од најближег града, Кочана, насеље је удаљено 5 km северно.
Насеље Црвена Њива се налази у историјској области Кочанско поље. Насеље је положено јужним падинама Осоговске планина, а поље се пружа јужно од села. Надморска висина насеља је приближно 630 метара. 
Месна клима је континентална.

## Становништво
Црвена Њива је према последњем попису из 2002. године је била без становника.
Претежно становништво у насељу били су етнички Македонци.
Већинска вероисповест месног становништва била је православље.